# Bifrost (album)
Bifrost è il secondo album in studio prodotto dal gruppo musicale norvegese Elite.
Ne esiste anche una versione in digipack, limitata a sole 500 copie, numerate a mano.  La versione in LP è anch'essa limitata a 500 copie, e contiene inoltre una bonus track: 9. Antican. 
Il nome dell'album deriva dall'omonimo ponte della mitologia norrena.

## Tracce
1. Æreløs – 3:35
2. Tåke – 4:11
3. Vikingfjord – 5:32
4. Vinterlåst – 4:58
5. Isberg – 6:33
6. Bifrost – 4:38
7. Misteltein – 4:20
8. Krampetak – 7:17